# Oscar Apfel
Oscar Apfel (17 de enero de 1878 – 21 de marzo de 1938) fue un actor, director, guionista y productor cinematográfico de nacionalidad estadounidense, activo principalmente en la época del cine mudo, y que, a lo largo de su carrera entre 1911 y 1939, actuó en 167 filmes y dirigió 94.

## Biografía
Su nombre completo era Oscar C. Apfel, y nació en Cleveland, Ohio. Tras varios años dedicados al mundo del comercio, decidió dedicarse profesionalmente al teatro. Consiguió su primer compromiso en 1900, en su ciudad natal. Progresó rápidamente, llegando a ser el director teatral más joven de los Estados Unidos. Tras pasar once años en los teatros del circuito de Broadway, entró a formar parte de los Edison Studios, empezando a dirigir para los mismos en 1911–12, rodando el innovador corto The Passer-By (1912). Además hizo trabajos experimentales en el laboratorio de Edison en Orange.

### Lasky
Cuando Apfel dejó Edison, entró en Reliance-Majestic Studios, permaneciendo 18 meses con ellos. En 1913 fue uno de los dos principales directores de Jesse L. Lasky Feature Play Company, siendo el otro Cecil B. DeMille. Todas las primeras películas de Lasky fueron producidas bajo su dirección. Entre las mismas figuraban los notables éxitos The Squaw Man (1914), Brewster's Millions, The Master Mind, The Only Son, The Ghost Breaker, The Man on the Box, The Circus Man and Cameo Kirby.
La colaboración en labores de dirección de Apfel con DeMille fue un elemento crucial en el desarrollo de la técnica cinematográfica de DeMille. Apfel es a menudo considerado como uno de los primeros (junto con DeMille) en llevar a Hollywood, entonces conocida como Hollywoodland, al mundo del espectáculo.

### Fox
A finales de 1914 Apfel dejó Lasky Company y se dedidó a dirigir para diversas productoras, entre ellas William Fox Corporation, para la cual dirigió una serie de filmes en los que William Farnum era el protagonista, entre ellos A Soldier's Oath, Fighting Blood, The End of the Trail, The Battle of Hearts y A Man of Sorrow.

### Paralta
Para Paralta Company, estudio al que Apfel se dirigió tras dejar Fox Corporation, produjo A Man's a Man, según historia de Peter B. Kyne, y The Turn of a Card, ambas películas protagonizadas por J. Warren Kerrigan.

### Apoyo armenio
Auction of Souls (1919), una película para concienciar al público a favor del Comité de Socorro Armenio, fue obra de Apfel. Esta producción consiguió una gran atención del público, consiguiéndose, gracias a la misma, la recaudación de fuertes sumas a favor de la causa armenia.
Entre otras de las exitosas películas producidas por Apfel, figuran cintas World Film Corporation protagonizadas por Kitty Gordon, Montagu Love, June Elvidge, Louise Huff y Evelyn Greeley.

### Últimos años
Tras muchos años dedicados a la dirección, él fue decantándose gradualmente por la interpretación, actividad que mantuvo hasta 1939. Oscar Apfel falleció en 1938 en Hollywood, California, a causa de un infarto agudo de miocardio.

## Filmografía

### Director

#### 1911
| - The Wedding Bell - Aida, codirigida con J. Searle Dawley - The Minute Man - The Capture of Fort Ticonderoga - The Battle of Bunker Hill - Then You'll Remember Me | - Foul Play - The Black Arrow - Home - A Man for All That - The Awakening of John Bond, codirigida con Charles Brabin - Uncle Hiram's List |

#### 1912
| - Thirty Days at Hard Labor - The Corsican Brothers - The Boss of Lumber Camp Number Four - A Romance of the Ice Fields - Martin Chuzzlewit codirigida con J. Searle Dawley | - The Passer-By - The Winner and the Spoils - Hazel Kirke - The Fires of Conscience |

#### 1913
| - Duty and the Man - The Open Road - The Strike Leader - The Bells - The Lure of the City - The Man from Outside - The Judge's Vindication - For Love of Columbine - Held for Ransom | - The Bawlerout - The Master Cracksman - Half a Chance - The Tangled Web - Her Rosary - The Higher Justice - The Fight for Right - Success |

#### 1914
| - The Call of the North, codirigida con Cecil B. DeMille - In the Mesh of Her Hair' - The Squaw Man, codirigida con Cecil B. DeMille - A Leech of Industry - Brewster's Millions - The Master Mind, codirigida con Cecil B. DeMille - The Only Son, codirigida con Cecil B. DeMille, William C. deMille y Thomas N. Heffron | - The Man on the Box, codirigida con Cecil B. DeMille - The Last Volunteer - The Making of Bobby Burnit - Ready Money - The Circus Man - The Ghost Breaker, codirigida con Cecil B. DeMille - Cameo Kirby |

#### 1915
| - Snobs - The Wild Olive - The Rug Maker's Daughter - Kilmeny | - Peer Gynt, codirigida con Raoul Walsh - The Little Gypsy - The Broken Law - A Soldier's Oath |

#### 1916
| - Fighting Blood - A Man of Sorrow - The Battle of Hearts | - The Man from Bitter Roots - The End of the Trail - The Fires of Conscience |

#### 1917
| - The Hidden Children | - The Price of Her Soul |

#### 1918
| - A Man's Man - The Turn of a Card - The Interloper - Tinsel | - Merely Players - To Him That Hath - The Grouch |

#### 1919
| - Ravished Armenia - The Rough Neck - Mandarin's Gold - The Crook of Dreams - The Little Intruder - An Amateur Widow | - Phil-for-Short - Bringing Up Betty - The Oakdale Affair - Me and Captain Kidd - The Steel King |

#### 1921
- Ten Nights in a Bar Room

#### 1922
| - The Man Who Paid - The Wolf's Fangs | - Bulldog Drummond |

#### 1923
| - The Lion's Mouse - A Man's Man | - The Social Code - In Search of a Thrill |

#### 1924
| - The Heart Bandit | - The Trail of the Law |

#### 1925
| - The Sporting Chance - The Thoroughbred | - Borrowed Finery |

#### 1926
| - The Midnight Limited - Somebody's Mother - Perils of the Coast Guard | - The Call of the Klondike - The Last Alarm - Race Wild |

#### 1927
| - In Search of a Thrill - Cheaters | - When Seconds Count - Code of the Cow Country |

### Ayudante de dirección
- Rose of the Rancho, de Cecil B. DeMille y Wilfred Buckland (1914)

### Actor (selección)
- The Bells, de Oscar Apfel (1913)
- The Fight for Right, de Oscar Apfel (1913)
- Seven Days (1914)
- The Man Who Paid, de Oscar Apfel (1922)
- The Sporting Chance, de Oscar Apfel (1925)
- Perils of the Coast Guard, de Oscar Apfel (1926)
- The Last Alarm, de Oscar Apfel (1926)
- The Heart of Broadway, de Duke Worne (1928)
- The Valley of Hunted Men, de Richard Thorpe (1928)
- Romance of the Underworld, de Irving Cummings (1928)
- Marianne, de Robert Z. Leonard (1929)
- True Heaven, de James Tinling (1929)
- Not Quite Decent, de Irving Cummings (1929)
- Hurdy Gurdy, de Hal Roach (1929)
- Waltzing Around, de Harry Sweet (1929)
- Smiling Irish Eyes, de William A. Seiter (1929)
- Marianne, de Robert Z. Leonard - versión sonora de Marianne (1929)
- It's a Great Life, de Sam Wood (1929)
- Halfway to Heaven, de George Abbott (1929)
- Street of Chance, de John Cromwell (1930)
- Puttin' on the Ritz, de Edward Sloman (1930)
- High Society Blues, de David Butler (1930)
- The Texan, de John Cromwell (1930)
- Wild Company, de Leo McCarey (1930)
- Our Blushing Brides, de Harry Beaumont (1930)
- Man Trouble, de Berthold Viertel (1930)
- Abraham Lincoln, de D.W. Griffith (1930)
- The Spoilers, de Edward Carewe (1930)
- Liliom, de Frank Borzage (1930)
- Du Barry, Woman of Passion, de Sam Taylor (1930)
- The Virtuous Sin, de George Cukor y Louis J. Gasnier (1930)
- The Right to Love, de Richard Wallace (1930)
- Helping Grandma, de Robert F. McGowan (1931)
- The Road to Reno, de Richard Wallace (1931)
- Mad Masquerade (1932)
- The Woman from Monte Carlo, de Michael Curtiz (1932)
- The Menace, de Roy William Neill (1932)
- High Pressure, de Mervyn LeRoy (1932)
- Su gran sacrificio, de Michael Curtiz y Lloyd Bacon (1932)
- The Impatient Maiden, de James Whale (1932)
- Business and Pleasure, de David Butler  (1932)
- Shopworn, de Nick Grinde (1932)
- The Heart of New York, de Mervyn LeRoy (1932)
- It's Tough to Be Famous, de Alfred E. Green (1932)
- Symphony of Six Million, de Gregory La Cava (1932)
- World and the Flesh, de John Cromwell (1932)
- When a Fellow Needs a Friend, de Harry A. Pollard (1932)
- State's Attorney, de George Archainbaud (1932)
- The Famous Ferguson Case, de Lloyd Bacon (1932)
- The Woman in Room 13, de Henry King (1932)
- Attorney for the Defense, de Irving Cummings (1932)
- Make Me a Star, de William Beaudine (1932)
- Party Wire, de Erle C. Kenton (1935)
- Dante's Inferno, de Harry Lachman (1935)
- Hearts in Bondage, de Lew Ayres (1936)
- Maria Walewska (1937)

### Guionista
| - A Soldier's Oath, de Oscar Apfel (1915) - The Broken Law, de Oscar Apfel (1915) | - Peer Gynt, de Oscar Apfel y Raoul Walsh (1915) |